# از بنفش تند تا… به تو می‌اندیشم
از بنفش تند تا... به تو می‌اندیشم: مجموعه اشعار و اندیشهٔ هوشنگ ایرانی مجموعه‌ای از آثار هوشنگ ایرانی است که در زمستان ۱۳۸۷ به کوشش شهرام اناری و با مقدمهٔ منوچهر آتشی در یک کتاب جمع‌آوری شده و در ۲۳۲ صفحه توسط نشر نخستین در تهران منتشر شد.
این کتاب شامل مجموعه اشعار هوشنگ ایرانی به همراه دو کتاب «چند دسن» و «شناخت هنر: در راه یک جهان‌بینی هنری» می‌شود. البته مجموعه شعرها کامل نیست و بعضی شعرهای او را دربر نمی‌گیرد.
این کتاب تنها کتابی است که در دوره معاصر از آثار هوشنگ ایرانی در بازار نشر وجود دارد.

## پی‌نوشت
1. ↑  ایرانی، اناری و  آتشی، از بنفش تند تا....
2. ↑  جواهری گیلانی، «بهترین اشعار: یک یادداشت»، فصلنامهٔ گوهران، ش ۷ و ۸، ۵۰.